# Tableau des médailles des Jeux olympiques d'hiver de 2026
Le tableau des médailles des Jeux olympiques d'hiver de 2026 donne le classement des nations par nombre de médailles d'or, d'argent et de bronze remportées aux Jeux olympiques d'hiver de 2026, qui tiennent du 6 au 22 février 2026 en Italie, à Milan et dans la région de Cortina d'Ampezzo. 

## Médailles
Les médailles officielles ont été dévoilées le 15 juillet 2025 au palais Balbi à Venise; pour l’occasion, le COJOP était accompagné des deux championnes italiennes Federica Pellegrini et Francesca Porcellato (it).
Chaque médaille mesure 80 mm de diamètre et a une épaisseur de 10 mm. La face de la médaille se présente comme deux demi-disque, une moitié lisse et l'autre texturée, relié par le symbole olympique; cette séparation symbolisant non seulement les deux villes hôtes, Milan et Cortina, mais aussi pour rappeler que « la compétition ne divise pas, mais unit ».
Produites par l'Istituto Poligrafico e Zecca dello Stato (IPZS), eel. Par ailleurs, les métaux utilisés pour leurs confections sont issus des chutes de production de l’institut, fondues dans des fours électriques à induction alimentés par une énergie 100 % renouvelable. 
Des médailles seront remises dans 16 disciplines olympiques (116 épreuves), et un total de 735 athlètes recevront une médaille olympique (245 d'or, 245 d'argent et 245 de bronze).

## Tableau des médailles
Le tableau du classement des médailles par pays se fonde sur les informations fournies par le Comité international olympique (CIO) et est en concordance avec la convention du CIO relative aux classements des médailles. Par défaut, c’est le classement suivant le nombre de médailles d'or remportées par pays (à savoir une entité nationale représentée par un Comité national olympique) qui prévaut. À nombre égal de médailles d'or, c'est le nombre de médailles d'argent qui est pris en considération. À nombre égal de médailles d'argent, c'est le nombre de médailles de bronze qui départage deux nations. En cas d’égalité, toutes médailles confondues, les nations occupent le même rang dans le classement et sont listées par ordre alphabétique.
Il y a 116 compétitions mais il peut y avoir des places ex æquo.

## Classement
- Pays organisateur ( Italie)

| Rang  | Nation | Or | Argent | Bronze | Total |
| ----- | ------ | -- | ------ | ------ | ----- |
| 1     |        |    |        |        |       |
| Total | Total  | -  | -      | -      | -     |